# Писаровина
Писаровина (на хърватски: Pisarovina) е община в Загребска жупания, Хърватия. Според преброяването от 2011 г. има 3689 жители, мнозинството от които са хървати.